# Flize
Flize est une commune nouvelle française située dans le département des Ardennes, en région Grand Est.
Elle naît de la fusion de Flize, Balaives-et-Butz, Boutancourt et Élan le 1er janvier 2019.

## Géographie

### Description
Flize est située à 11 km au sud-est de Charleville-Mézières et à 13 km à l'ouest de Sedan, dans une courbe de la Meuse (fleuve) et à une quinzaine de kilomètres de la frontière franco-belge.
Elle est aisément accessible depuis l'autoroute A34.
La gare la plus proche est celle de Nouvion-sur-Meuse, sur l'autre rive de la Meuse.

### Communes limitrophes
| Saint-Marceau                  | Étrépigny Chalandry-Elaire | Nouvion-sur-Meuse                   |
| Boulzicourt                    | Flize                      | Dom-le-Mesnil, Sapogne-et-Feuchères |
| Villers-sur-le-Mont Singly     | Villers-le-Tilleul         | Vendresse                           |
| Enclave : Singly (pour partie) |                            |                                     |

### Hydrographie
La commune est dans le bassin versant de la Meuse au sein du bassin Rhin-Meuse. Elle est drainée par la Meuse, le ruisseau de Boutancourt et le ruisseau d'Elan,.
La Meuse, d'une longueur de 486 km, est un fleuve européen qui prend sa source en France, dans la commune du Châtelet-sur-Meuse, à 409 mètres d'altitude, et se jette dans la mer du Nord après un cours long d'approximativement 950 kilomètres traversant la France, la Belgique et les Pays-Bas. Elle longe la commune sur son flanc nord en s'écoulant d'est en ouest, sur une longueur d'environ 1,2 km.

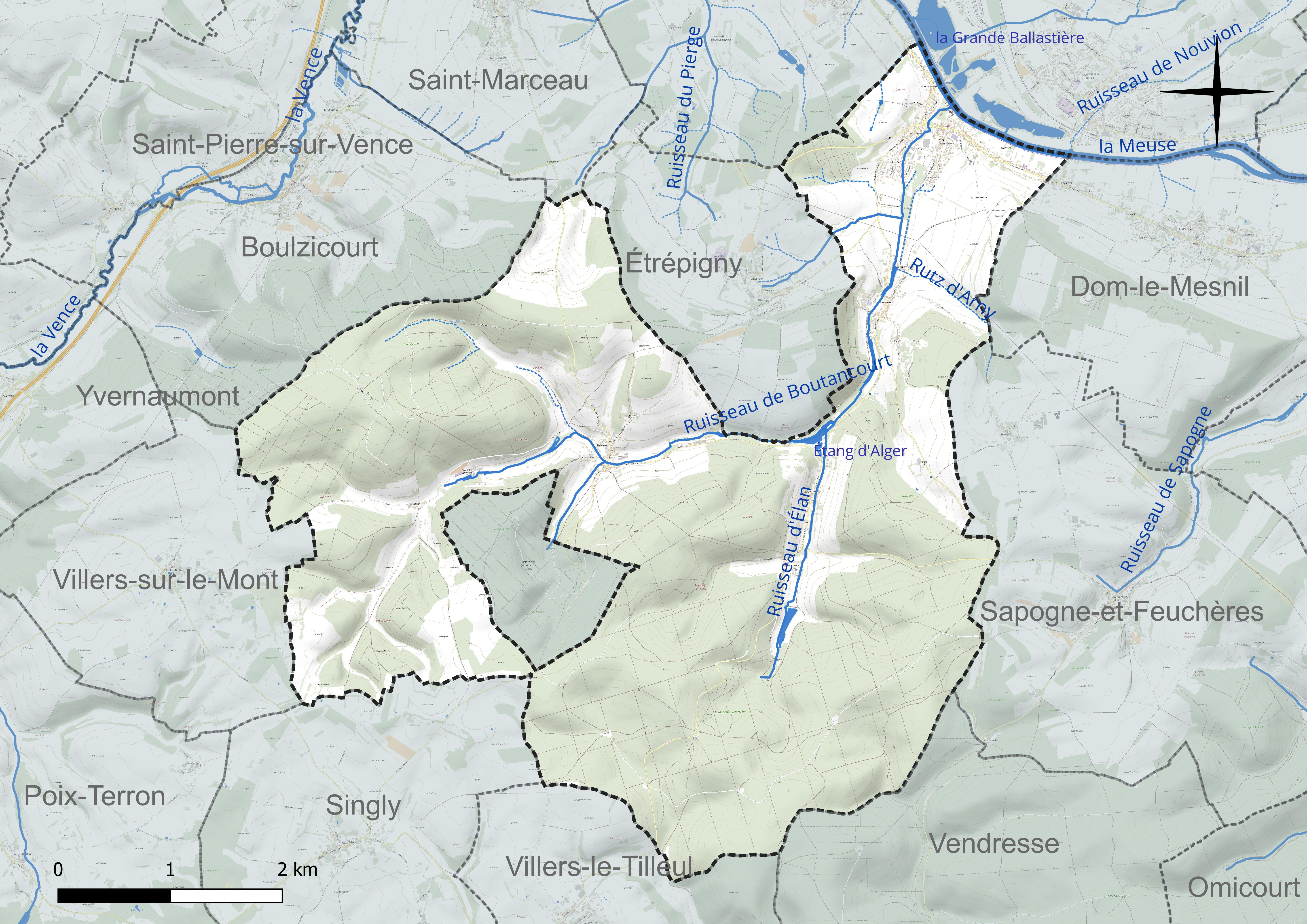
Réseau hydrographique de Flize.

Un plan d'eau complète le réseau hydrographique : l'étang d'Alger (1,6 ha),.

### Climat
Pour des articles plus généraux, voir Climat du Grand Est et Climat des Ardennes.
En 2010, le climat de la commune est de type climat de montagne, selon une étude du Centre national de la recherche scientifique s'appuyant sur une série de données couvrant la période 1971-2000. En 2020, Météo-France publie une typologie des climats de la France métropolitaine dans laquelle la commune est exposée à un climat océanique altéré et est dans une zone de transition entre les régions climatiques « Nord-est du bassin Parisien » et « Lorraine, plateau de Langres, Morvan ».
Pour la période 1971-2000, la température annuelle moyenne est de 10,2 °C, avec une amplitude thermique annuelle de 15,5 °C. Le cumul annuel moyen de précipitations est de 899 mm, avec 13,4 jours de précipitations en janvier et 9,4 jours en juillet. Pour la période 1991-2020, la température moyenne annuelle observée sur la station météorologique de Météo-France la plus proche, « Charleville-Méz. », sur la commune de Charleville-Mézières à 9 km à vol d'oiseau, est de 9,9 °C et le cumul annuel moyen de précipitations est de 928,4 mm. 
La température maximale relevée sur cette station est de 39,2 °C, atteinte le 25 juillet 2019 ; la température minimale est de −17,5 °C, atteinte le 1er janvier 1997,,.
Les paramètres climatiques de la commune ont été estimés pour le milieu du siècle (2041-2070) selon différents scénarios d'émission de gaz à effet de serre à partir des nouvelles projections climatiques de référence DRIAS-2020. Ils sont consultables sur un site dédié publié par Météo-France en novembre 2022.

## Urbanisme

### Typologie
Au 1er janvier 2024, Flize est catégorisée bourg rural, selon la nouvelle grille communale de densité à 7 niveaux définie par l'Insee en 2022.
Elle appartient à l'unité urbaine de Nouvion-sur-Meuse, une agglomération intra-départementale dont elle est ville-centre,. Par ailleurs la commune fait partie de l'aire d'attraction de Charleville-Mézières, dont elle est une commune de la couronne,. Cette aire, qui regroupe 132 communes, est catégorisée dans les aires de 50 000 à moins de 200 000 habitants,.

## Toponymie
Son nom vient peut-être de Feliza, nom de personne germanique de la fin de l'Antiquité ou du Haut Moyen Âge.

## Histoire
Une démarche de fusion de Balaives-et-Butz, Boutancourt, Élan, Flize et Étrépigny est engagée en 2018, mais cette dernière se retire du projet.
Les quatre premières, après délibérations favorables de chaque conseil municipal, fusionnent le 1er janvier 2019 pour former la commune nouvelle de Flize, et en deviennent ses communes déléguées,,.

## Politique et administration

### Rattachements administratifs et électoraux
La commune nouvelle se trouve dans l'arrondissement de Charleville-Mézière du département des Ardennes.
Elle fait partie du canton de Nouvion-sur-Meuse.

### Intercommunalité
La commune nouvelle se substitue aux anciennes communes au sein de la communauté d'agglomération dénommée Ardenne Métropole.
À sa création, elle est également membre de la fédération départementale d'énergies des Ardennes et du SIVOM Balcon des Sources.

### Tendances politiques et résultats
Lors des élections municipales de 2020 dans les Ardennes, seule la liste menée par le maire sortant Cédric Branz est candidate. Elle obtient donc la totalité des 342 suffrages exprimés, lors d'un scrutin marqué par la pandémie de Covid-19 en France où 60,86 des électeurs se sont abstenus et 15,30 % ont voté blanc ou num.

### Liste des maires
| Période      | Période                   | Identité     | Étiquette | Qualité |
| ------------ | ------------------------- | ------------ | --------- | --- |
| janvier 2019 | En cours (au 23 mai 2020) | Cédric Branz | DVG       | Maire de l'ancienne commune de Flize (2014 → 2018) Vice-président de la CA Ardenne Métropole (2020 → ) Réélu pour le mandat 2020-2026, |

### Communes déléguées
| Nom                              | Code Insee | Intercommunalité  | Superficie (km2) | Population (dernière pop. légale) | Densité (hab./km2) |
| -------------------------------- | ---------- | ----------------- | ---------------- | --------------------------------- | ------------------ |
| Flize (commune déléguée) (siège) | 08173      | Ardenne Métropole | 2,07             | 1 171 (2016)                      | 566                |
| Balaives-et-Butz                 | 08042      | Ardenne Métropole | 11,05            | 191 (2016)                        | 17                 |
| Boutancourt                      | 08079      | Ardenne Métropole | 2,99             | 280 (2016)                        | 94                 |
| Élan                             | 08152      | Ardenne Métropole | 9,86             | 74 (2016)                         | 7,5                |

## Démographie
| 1968  | 1975  | 1982  | 1990  | 1999  | 2007  | 2012  | 2017  |
| ----- | ----- | ----- | ----- | ----- | ----- | ----- | ----- |
| 1 826 | 1 551 | 1 564 | 1 780 | 1 844 | 1 757 | 1 765 | 1 723 |

## Culture locale et patrimoine

### Lieux et monuments
- Église Notre-Dame d'Élan.
- Abbaye d'Élan.
- Église Saint-Pierre-aux-Liens de Balaives-et-Butz.
- Église Saint-Rémi de Boutancourt.
- Église Saint-Remi de Flize.
- Chapelle Saint-Loup de Butz.
- Chapelle Saint-Roger d'Élan.

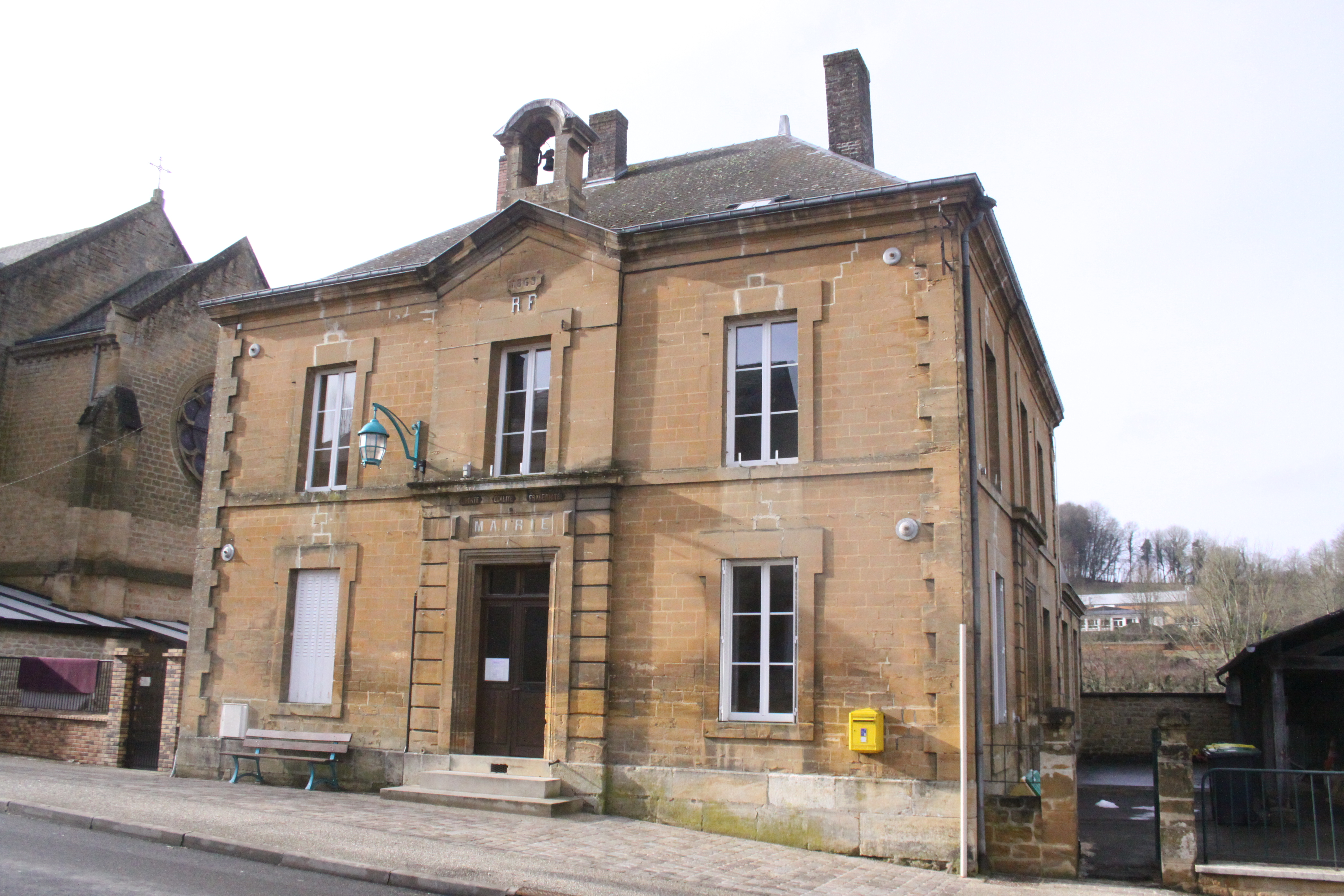
La mairie délégué de Boutancourt
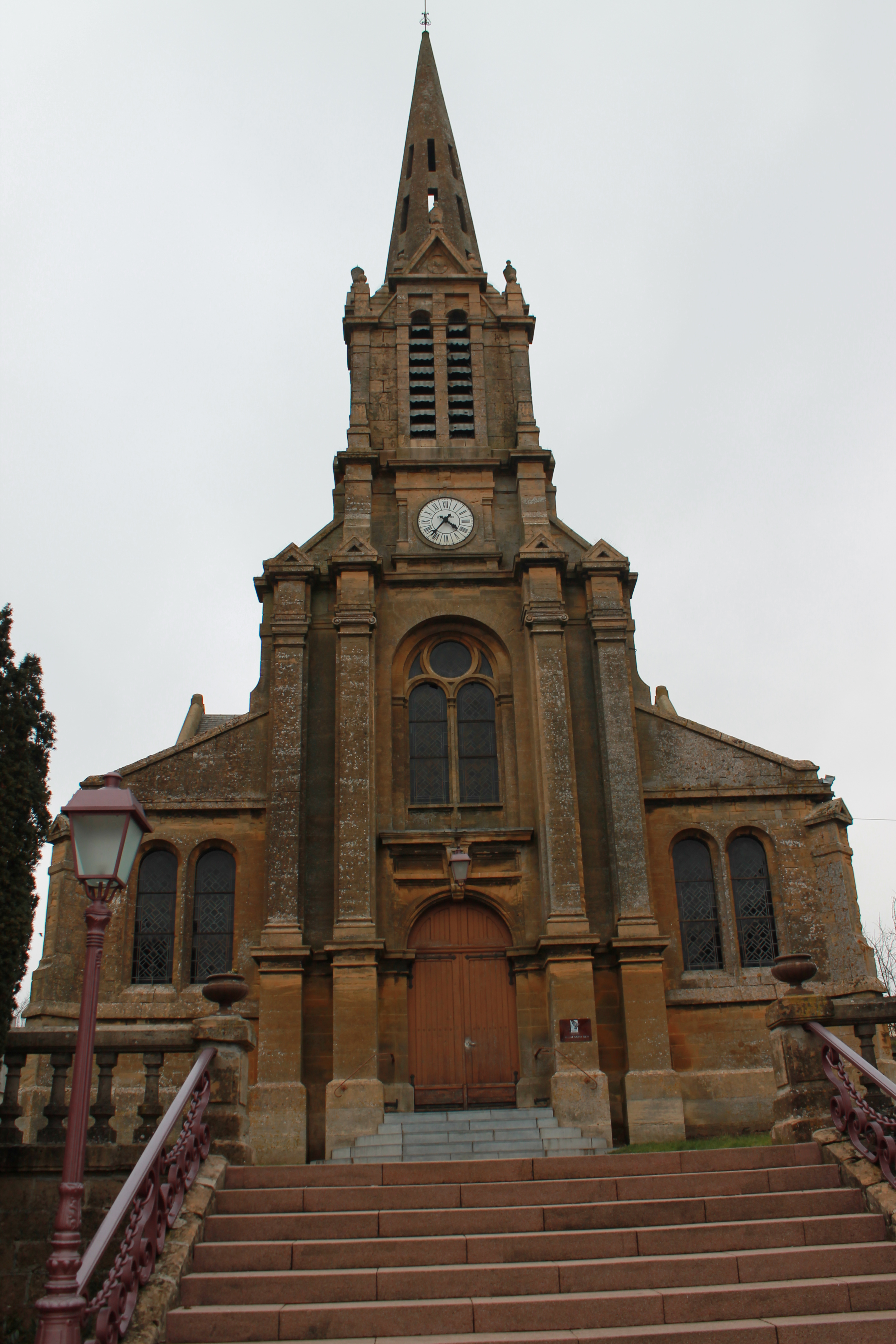
L'église Saint-Rémy de Flize
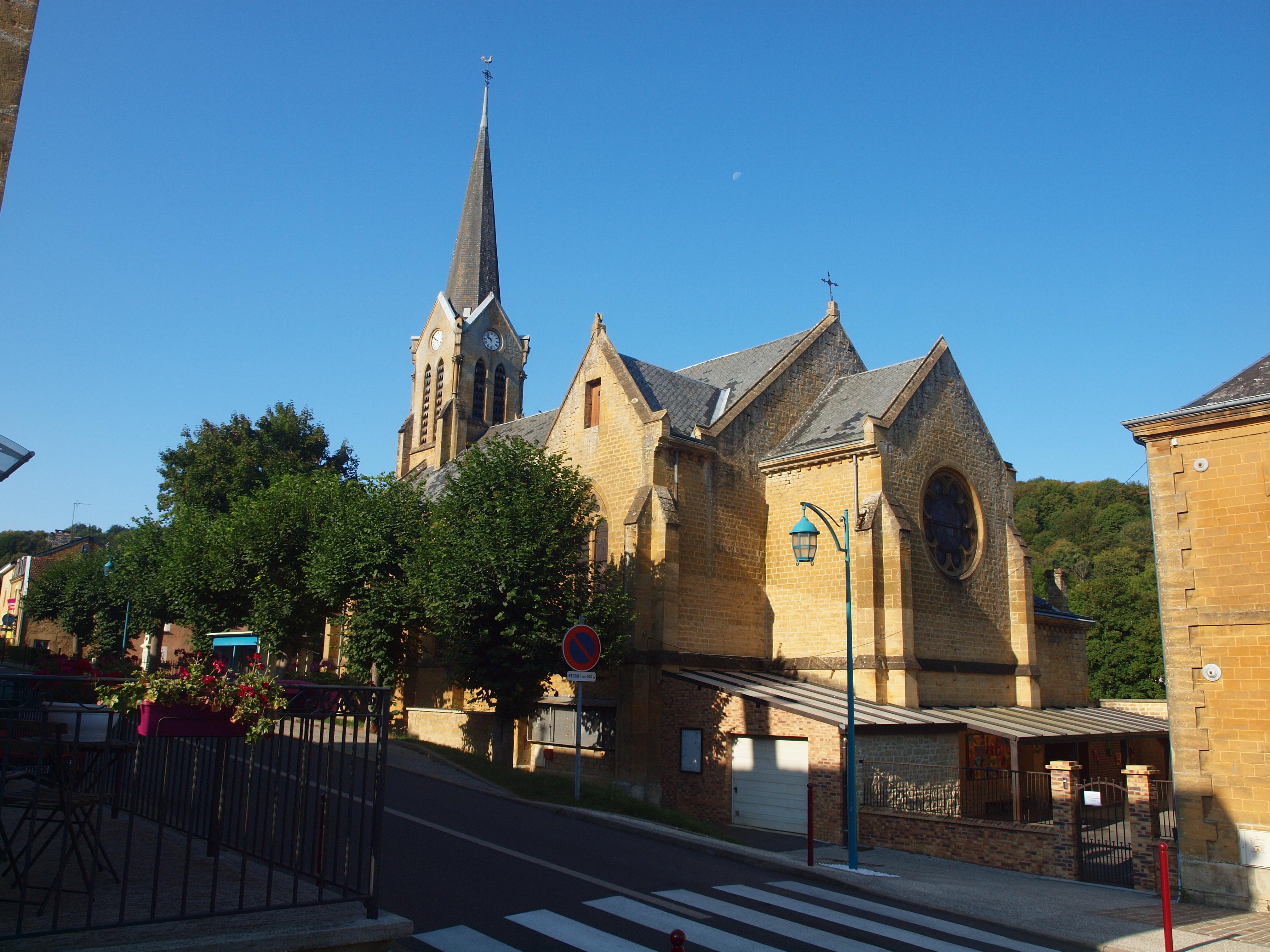
L'église Saint-Rémi de Boutancourt
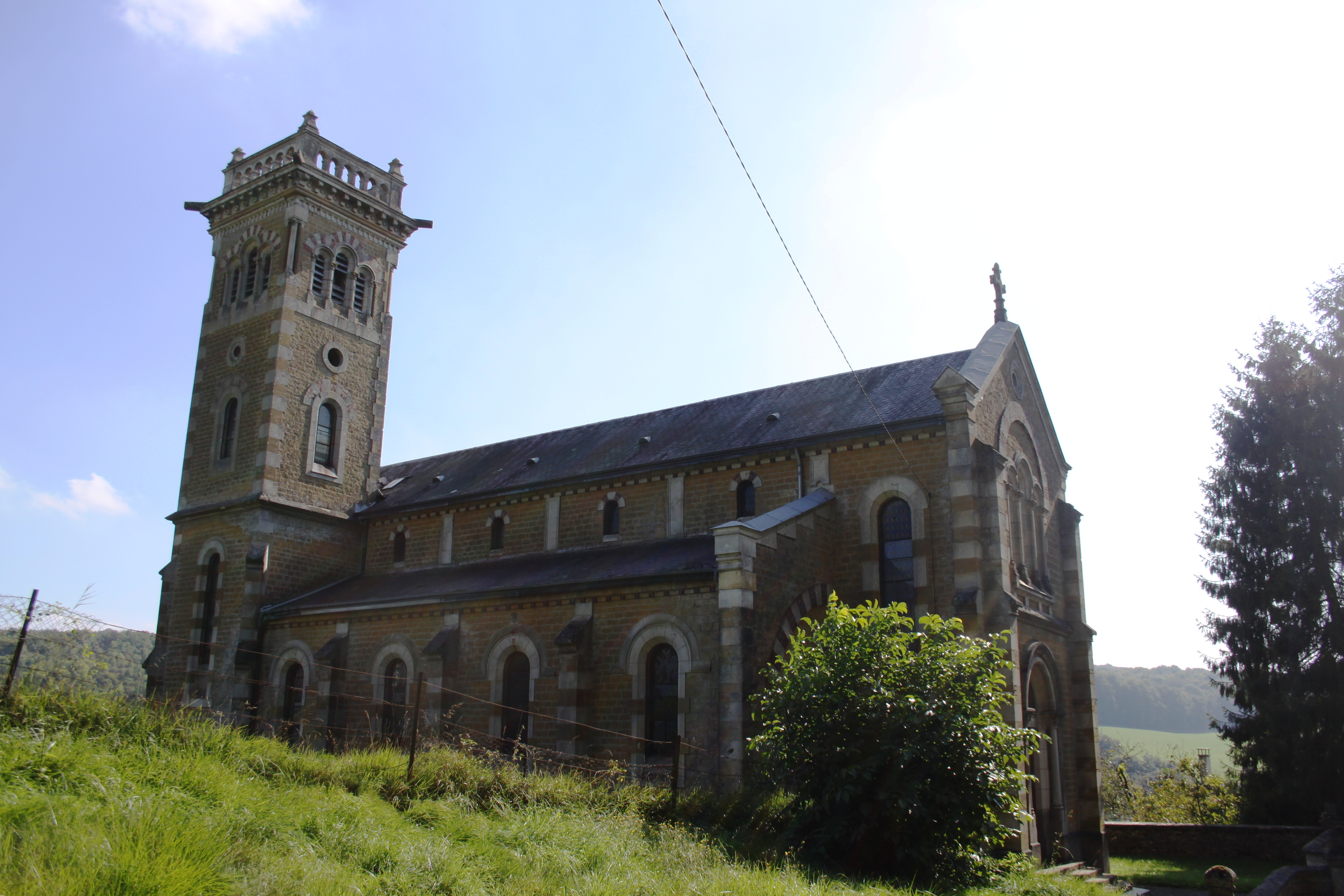
L' église Saint-Pierre-aux-Liens de Balaives et Butz
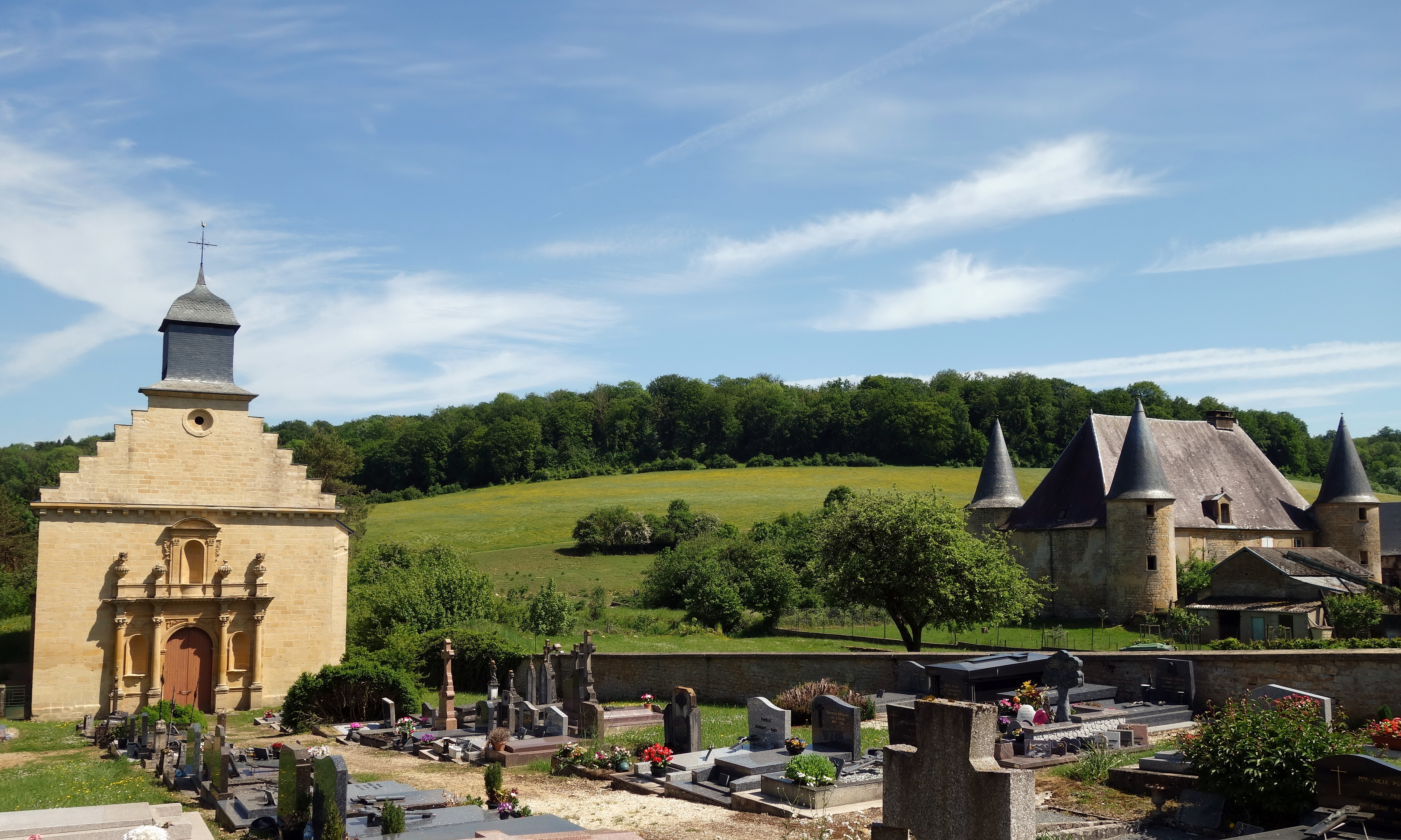
L'ancienne abbaye d'Elan : logis et chapelle
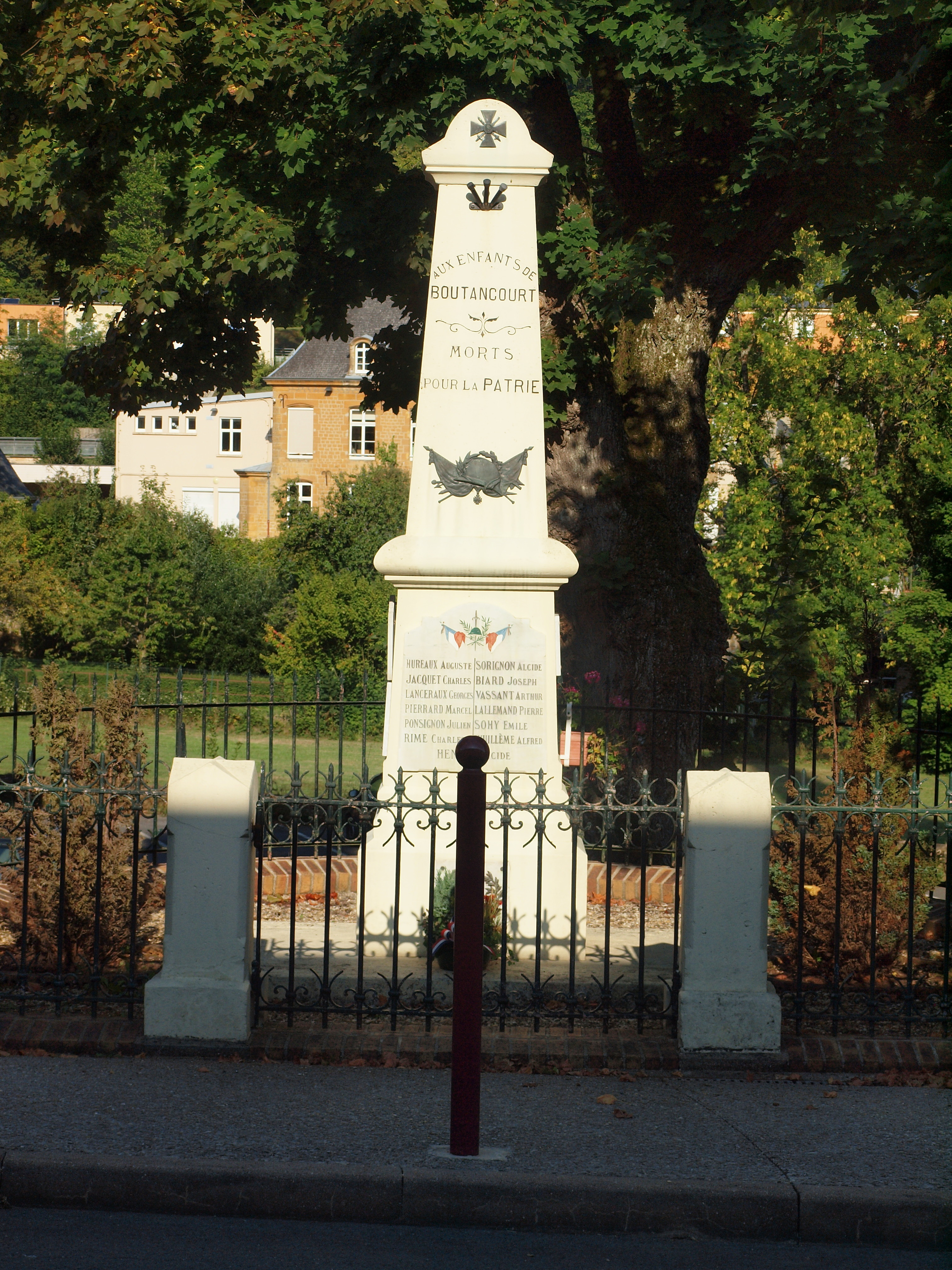
Monument aux morts de Boutancourt

### Personnalités liées à la commune
- Raphaël Diligent (1884-1964), sculpteur et illustrateur, né à Flize.

### Héraldique
| Blason de Flize | Blason  | De gueules aux trois fermaux d'or.               |
| Blason de Flize | Détails | Le statut officiel du blason reste à déterminer. |